# Hero of War
"Hero of War" är en låt med punkbandet Rise Against, från albumet Appeal to Reason som släpptes 2008. Låten släpptes som singel 2009. Sången fick inspiration från dokumentären The Ground Truth: After the Killing Ends (2006), och handlar om soldaters posttraumatiska skador efter hemkomst från krig. Låten låg som bäst på 4:e plats i Sverigetopplistan. På grund av dess budskap släpptes låten som musikvideo innan den officiellt släpptes som singel. Tim McIlrath sade i en intervju med Billboard anledningen till detta: 
| ”              | I think this is such an important song in our band's career. In a world that really tends to only listen to the singles and only skims (albums) this one hasn't seen enough of the light of day, but I just thought this is a story that needs to be told. So we're hoping that by doing a video it will bring some more attention, even if it's not an official single. Svenska: Jag tycker att den är en så viktig sång i vårt bands karriär. I en värld som tenderar att bara lyssna på singlarna och skumlyssna igenom album har den här inte sett tillräckligt av dagens ljus, men jag bara tyckte att det här är en historia som behöver berättas. Så vi hoppas att genom att göra en video kommer den få lite mer uppmärksamhet, även om det inte är en officiell singel. [sic] | „ |
| – Tim McIlrath | |   |

## Listplaceringar
| Lista (2009-2010) | Topplacering |
| ----------------- | ------------ |
| Sverige           | 4            |

### Fotnoter
1. ↑  ”Rise Against - Hero of War” (på engelska). Lastfm. http://www.lastfm.se/music/Rise+Against/_/Hero+of+War. Läst 21 januari 2010.
2. ↑  ”Rise Against - Hero of War Lyrics” (på engelska). Metrolyrics. Arkiverad från originalet den 4 januari 2010. https://web.archive.org/web/20100104013251/http://www.metrolyrics.com/hero-of-war-lyrics-rise-against.html. Läst 21 januari 2010.
3. 1 2  ”Hero of War by Rise Against” (på engelska). Songfacts. http://www.songfacts.com/detail.php?id=13367. Läst 21 januari 2010.
4. ↑  Sverigetopplistan, på engelska. Läst 9 maj 2011.
5. ↑  ”Listplacering”. http://swedishcharts.com/showitem.asp?interpret=Rise+Against&titel=Hero+Of+War&cat=s. Läst 20 maj 2011.

### Webbkällor
- ”Hero of War - Single by Rise Against” (på engelska). Itunes. http://ax.itunes.apple.com/gb/album/hero-war-single/id319547712. Läst 21 januari 2010.